# Wilfred Owen

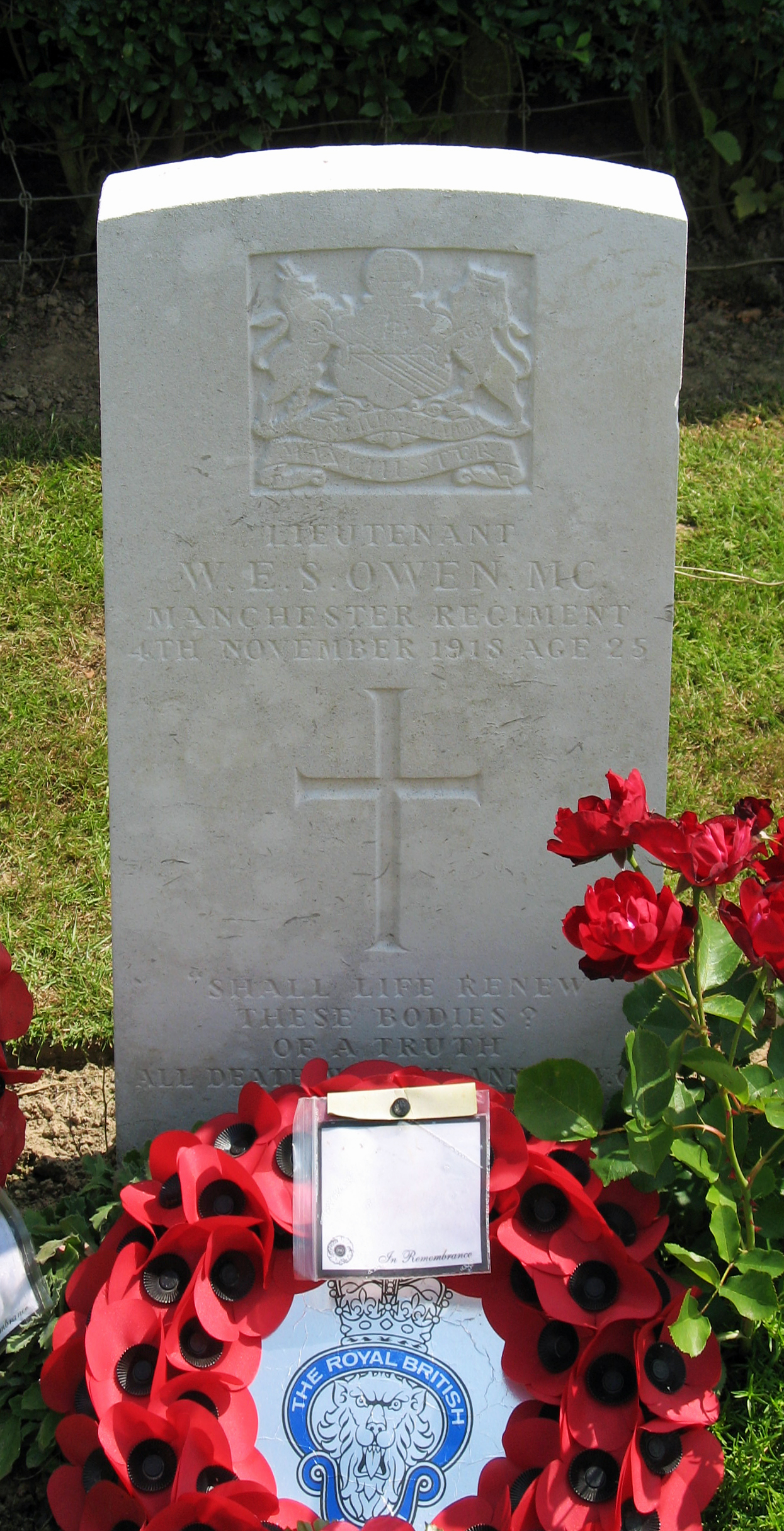
Cementerio Comunal de Ors: lápida de Wilfred Owen

Wilfred Edward Salter Owen (Oswestry, Shropshire, 18 de marzo de 1893 - Ors, 4 de noviembre de 1918) fue un poeta y un soldado británico. Su mentor, Siegfried Sassoon, fue una clara influencia en su chocante y cruda poesía acerca de los horrores de la Primera Guerra Mundial, que contrastaba con la percepción general que se tenía de la misma. Entre sus obras más conocidas figuran "Anthem for Doomed Youth", "Dulce Et Decorum Est", "Insensibility", "Strange Meeting", "Futility" y "The Parable of the old man and the young".

## Primeros años
Fue el mayor de cuatro hermanos y pertenecía a una familia con ancestros ingleses y galeses. Por aquella época vivía junto a sus padres, Thomas y Harriet Susan (Shaw) Owen, en un confortable hogar, propiedad de su abuelo. Cuando este murió, la familia se vio forzada a mudarse a una casa rural situada en las calles de las afueras de Birkenhead, una villa del distrito de Wirral. 
Fue educado en el Instituto de Birkenhead y en la ahora conocida como Wakeman School, donde recibió una sólida formación académica. Dejó la escuela en 1911, y entró en la Universidad de Londres aunque sin honores, pues sus estudios se vieron afectados por la pérdida de su tío y modelo a seguir Edgar Hilton. Además, trabajó como tutor particular en Francia antes del estallido de la Primera Guerra Mundial.

## Servicio militar
En 1915 ingresó al ejército, y un año después recibió el cargo de subteniente (en pruebas) en el regimiento de Mánchester. Empezó los años de guerra con un carácter alegre y optimista pero tras dos experiencias traumáticas, el rumbo de su vida cambió para siempre. En primer lugar, fue alcanzado por un mortero de trinchera que le hizo aterrizar sobre los restos de un compañero. Poco después, quedó atrapado durante días en una vieja trinchera alemana. Debido a estos dos eventos se diagnosticó que sufría neurosis de guerra y fue enviado al Hospital de Guerra Craiglockhart de Edimburgo para ser atendido. Ahí conoció a otro poeta, Siegfried Sassoon, quien le dio ánimos y le ayudó en cuestiones literarias estilísticas, trasformando por completo su vida.
Después de un periodo de convalecencia, Owen regresó a las funciones del regimiento. En 1918, fue enviado a Ripon donde compuso varios de sus poemas, entre los que se encuentran “Futility” y “Strange Meeting”.

## Homosexualidad y relación con Sassoon
Wilfred Owen siempre mantuvo a Siegfried Sassoon en una posición de héroe. Tras ser dado de alta en Craiglockhart, Owen se asoció con miembros del mundo artístico en el que había sido introducido por Sassoon, como Robert Ross y Robert Graves. Andrew Motion escribió sobre la relación de Owen con Sassoon declarando que la homosexualidad del segundo le permitió a Owen poseer una ideología y un estilo de vida que encontraría naturalmente simpáticos.
Varios incidentes de la vida de Owen han llevado a algunas personas a la conclusión de que era homosexual no declarado y de que Sassoon lo atraía no solo como poeta más experimentado, sino también como hombre. Tales incidentes fueron, por una parte, las declaraciones de Robert Graves y Sacheverell Sitwell (a quien también conoció personalmente), quienes afirmaban que era homosexual, y por otra parte, el homoerotismo como elemento central en muchos de sus poemas. A través de Sassoon, Owen fue introducido en un sofisticado círculo literario homosexual, en el que se hallaban Robert Ross (amigo de Oscar Wilde) y Osbert Sitwell, entre otros. Estos contactos aumentaron su confianza a la hora de incluir elementos homoeróticos en sus trabajos.

## Poesía

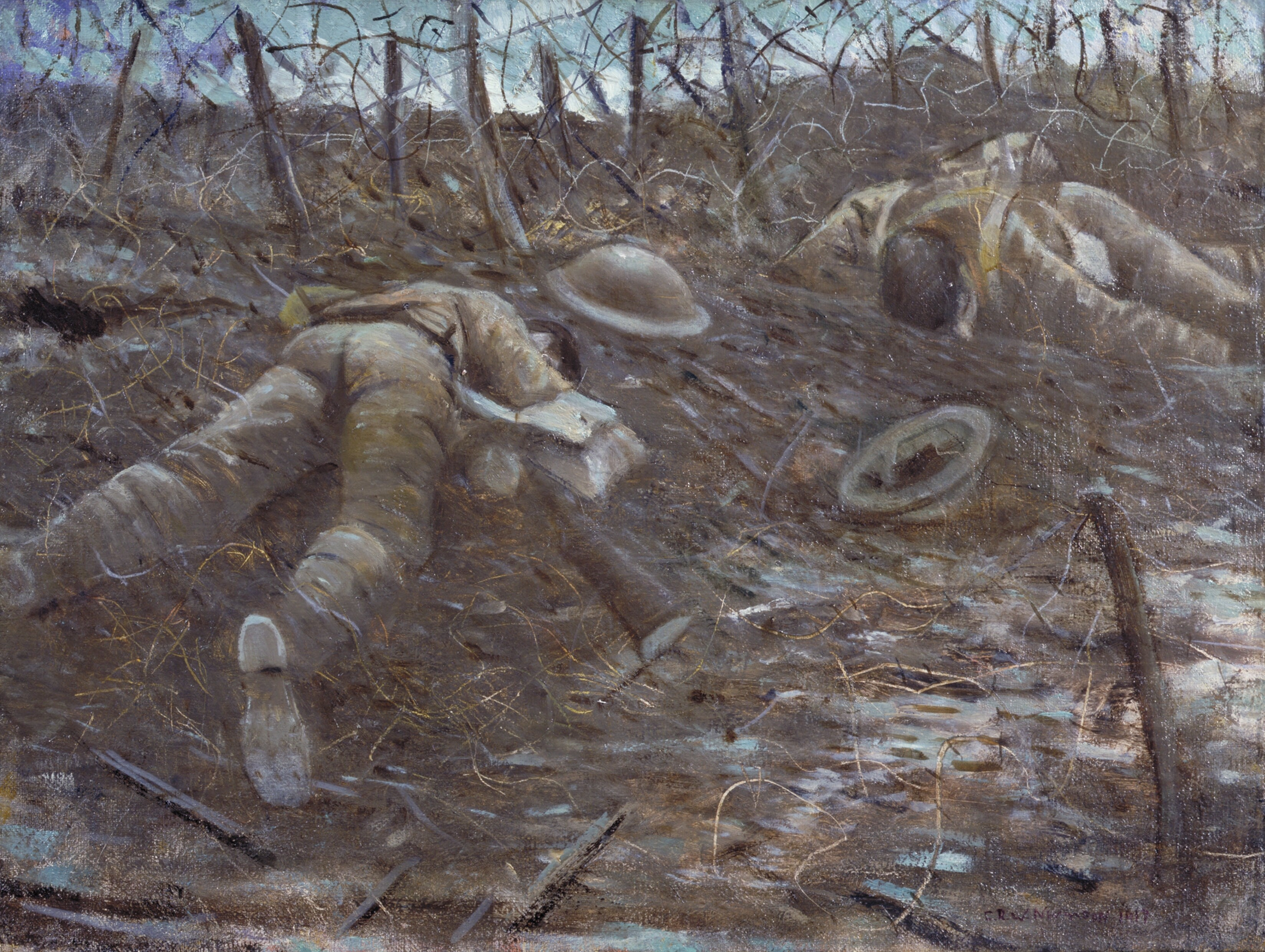
Paths of glory, cuadro de Nevinson "retirado" de la exposición en Leicester Galleries en 1918.

Owen es considerado por los historiadores como el principal poeta de la Primera Guerra Mundial. Sus inicios en el mundo de la poesía llegaron a la temprana edad de diez años. Poetas románticos como Shelley o Keats fueron una gran influencia en sus primeros trabajos. Sin embargo, sus poemas más famosos (“Dulce et Decorum Est” y “Anthem for Doomed Youth”) surgieron del profundo influjo de su amigo y consejero Siegfried Sassoon; como resultado, la poesía de Owen llegó a ser más aclamada que la de su mentor. Su poesía cambió radicalmente en 1917, después de salir del hospital. Como parte de su terapia, el doctor de Owen, Arthur Brock, alentó a este a trasladar sus experiencias, particularmente las oníricas, a sus poemas. Así concluye la pacifista  "Dulce et decorum est":

Doblados como viejos mendigos bajo fardos, / entrechocando las rodillas y tosiendo como viejas, maldecimos a través del lodo / hasta darle la espalda a las condenadas bengalas / y empezar a arrastrarnos a un descanso inalcanzable. / Los hombres marchaban dormidos. Muchos ya sin botas / cojeaban calzados de sangre. Todos patéticos, ciegos todos, / bebidos por el cansancio, sordos incluso a los silbidos / de obuses contrariados que caían a la espalda. / ¡Gas! ¡Gas! ¡De prisa, chicos! En un éxtasis de torpeza / nos calamos zafias máscaras justo a tiempo; / pero alguno seguía pidiendo ayuda a gritos, tropezando / indeciso, como un hombre ardiendo en llamas o cal viva. / Borroso tras los vidrios empañados de la máscara, y a través de aquella verde luz espesa, / como hundido en un mar verde, lo vi ahogarse. / En todos mis sueños, ante mi vista indefensa, / se abalanza sobre mí, se atraganta, se ahoga, se apaga. / Si en algún sueño asfixiante también pudieras seguir a pie / la carreta donde lo arrojamos / y ver cómo retorcía los ojos blancos en su cara, / una cara colgante, como un diablo harto de pecado; / si pudieras oír, a cada tumbo, la espuma de sangre que vomitan los pulmones podridos, / obscena como el cáncer, amarga como pus / de llagas viles e incurables en lenguas inocentes, / oh amigo, no contarías con tanto entusiasmo / a los niños que arden ansiosos de gloria / la vieja mentira: Dulce et decorum est / pro patria mori

Miles de poemas fueron publicados durante la guerra pero muy pocos tuvieron el beneficio de un patrocinio tan fuerte como los de Owen. Y es la influencia de Sassoon, entre otros motivos, lo que aseguró su popularidad, junto con un resurgimiento del interés en su poesía en la década de 1960, que llegó a incumbir a más público. Solo cinco de sus poemas habían sido publicados antes de su muerte. Sassoon, junto con Edith Sitwell, ayudó posteriormente a garantizar la publicación de la colección entera.

## Muerte
En julio de 1918, después de un periodo de recuperación, Owen volvió al servicio activo en Francia, pese a que podría haberse quedado en su casa de servicio indefinidamente. Esta decisión la tomó cuando Sassoon, que había recibido un disparo en la cabeza en un fuego amigo, se vio forzado a volver a Inglaterra durante el resto de la guerra. Owen vio como su propio deber el relevar a Sassoon en el frente para poder seguir contando al resto del mundo los verdaderos horrores de la guerra.
El 4 de noviembre de 1918, irónicamente justo una semana antes de que acabara la guerra, Owen cayó abatido durante el cruce del canal Sambre-Oise. Su madre recibió un telegrama que le informaba de su muerte el Día del Armisticio. Actualmente, Wilfred Owen se encuentra enterrado en el Cementerio Comunal de Ors y algunos de sus poemas fueron musicados por el compositor Benjamin Britten en su obra Réquiem de Guerra.